# Malte Friedrich
Malte Friedrich (* 2. September 1969 in München) ist ein deutscher Schauspieler und Synchronsprecher.

## Werdegang
Friedrich absolvierte seine Ausbildung an der Neuen Münchner Schauspielschule bei Ali Wunsch-König, die er schließlich mit der ZBF-Prüfung abschloss. Von 1994 bis 1996 spielte er die Hauptrolle des Rechtsradikalen Heiner Schmitz in der ARD-Soap Marienhof. Außerdem trat er in Episodenrollen in den ZDF-Krimiserien SOKO 5113 und Die Rosenheim-Cops auf.
Daneben arbeitet er in einem eigenen Studio als Synchronsprecher u. a. für Dokumentationen, Hörbücher, E-Learning, Web-Videos und Werbung.

## Filmografie (Auswahl)
- 1994–1996: Marienhof
- 1998/2009: SOKO 5113
  - 1998: Brandmal (als Thorsten Rogalski)
  - 2009: Amok
- 2004: Version 7.0 (Kurzfilm)
- 2008/2013: Die Rosenheim-Cops
  - 2008: Eine Leiche für den Neuen (als Martin Kimmerle)
  - 2013: Wer zweimal stirbt, ist wirklich tot (als Arzt)